# Jednostka bojowa
Jednostka bojowa – pododdział, oddział lub związek taktyczny, zdolny dzięki swojej organizacji i uzbrojeniu do prowadzenia walki. Może wchodzić organizacyjnie w skład jednostki bojowej wyższego rzędu albo być jednostką przydzieloną lub jednostką wspierającą. Najmniejszą jednostką bojową piechoty jest drużyna.